# Sune Andersson (fiktiv person)
Sune Andersson är en fiktiv person, skapad 1983 av Anders Jacobsson och Sören Olsson. Sören Olsson har skapat karaktärens utseende, och illustrerat flera av böckerna. Han har ljust hår, blåa ögon, och hans karaktäristiska klädsel är en röd tröja och blå jeans, precis som Bert.

## Karaktärsdrag
Sune är en pojke som går i den svenska grundskolans lägre årskurser. Han bor med sin pappa Rudolf, mamma Karin, storasyster Anna, lillebror Håkan "Bråkan" Andersson och senare (från Självklart, Sune) även lillasyster Isabelle i en tvåvåningsvilla i den fiktiva staden Glimmerdagg i Sverige. Han har ljust hår och hans födelsedatum är 18 september, icke-angivet år. Hans bästa killkompis heter Joakim Fröberg, en figur vars roll i TV-serien Sune och hans värld ersatts av Herman. Sunes lågstadielärarinna heter Ulla-Lena Frid.
Pappa Rudolf arbetar på kontor på Skatteverket, och mamma Karin på bibliotek. Sunes största kärlek är barndomsvännen Sophie Blixt, men han är även en tjejtjusare även när det gäller andra tjejer. Hans karaktärsdrag är, förutom att han gillar tjejer, även att inte vara en hårding. vilket stod i kontrast till många andra skildringar av pojkar i skönlitteratur under 1970– och 80–talen. Andra karaktärsdrag är att han gärna sitter och funderar, och tittar ganska lite på TV. Han beskrivs ibland som en "mjukis", och enligt författarna saknade de själva liknande skönlitterära skildringar av killar då de växte upp. Funderingar kring Gud och Jesus förekommer också ibland, vanligtvis i samband med kristna högtider. Hans passiva karaktärsdrag stärktes ytterligare genom det tidiga 1990-talets TV- och filmproduktioner. I det tidiga 2010-talets långfilmer har han beskrivits som mer aktiv igen.
Sune har även en nalle, som han kallar "Bertil".

## Fiktiv biografi
Sune åldras något i de tidigare böckerna. I Sagan om Sune är han sju år och går i första klass, och det nämns också att han och Sophie i 6-årsåldern gick i lekskolan. I Sune börjar tvåan börjar han andra klass, och faller då för Maria Perez, men behåller sina känslor för Sophie. Han genomgår även en blindtarmsoperation på sjukhus. och rymmer även hemifrån, men är endast borta några timmar. I Självklart, Sune blir han storebror till familjen Anderssons nyfödda dotter Isabelle, och går ur andra klass. I Sune och Svarta Mannen befinner han sig under höstterminen i tredje klass, med tillbakablickar till den nyligen passerade sommaren i början av boken. I slutet av samma bok avslutar Sune höstterminen i tredje klass, medan familjen Andersson förbereder sig för att lämna Glimmerdagg strax efter nyår och flyttar till ett hus i en stad 15 mil bort. Sune ingår då ett äktenskapskontrakt med Sophie. Han flyttar sedan 15 mil bort med sin familj. Han fastnar sedan för Jennifer Blomberg i parallellklassen. Senare återvänder även familjen Andersson till Glimmerdagg i Duktigt, Sune!.
Böckernas skildrande av hur han åldras avtar senare alltmer. vilket även omfattar övriga familjemedlemmar. samt övriga figurer, och i senare böcker befinner han sig vanligtvis mellan 7 och 11 år beroende på bok. Sunes fullständiga namn är Karl Sune Rudolf Andersson, och att hela hans namn nämns återkommer ganska ofta i böckerna.

## Släkt
Sunes mormor Lily bor i Alingsås. Sune har också en faster som heter Berit, en farbror vid namn Bert och en skrytig kusin vid namn Algot. Algot debuterar i Sune börjar tvåan, och spelar fotboll i knattelag, med ambitioner på att bli proffs i västtyska ligan.

## Film och TV
Två av SVT:s julkalendrar är baserade på Suneböckerna: Sunes jul från 1991 samt Håkan Bråkan från 2003. 1998 var Familjen Anderssons sjuka jul Sveriges radios julkalender. En långfilm vid namn Sunes sommar producerades 1993, vilken är baserad på boken Sunes sommar och filmen Håkan Bråkan & Josef gjordes också. Sune innehar även huvudrollen i långfilmerna Sune i Grekland (2012), Sune på bilsemester (2013) Sune i fjällen (2014), Sune vs. Sune (2018) och Sune - best man (2019). I film- och TV-versioner av berättelserna om Sune och Håkan har han spelats av Andreas Hoffer, Leo Holm, William Ringström och Elis Gerdt.

### Fotnoter
1. ↑  Sören Olssons webbplats. ”Sune”. Sören Olsson. http://www.sorenolsson.com/Soren_Olsson/Sune_skapades.html. Läst 3 april 2015.
2. 1 2  ”Känner du familjen Andersson?”. Anders Jakobssons och Sören Olssons webbplats. http://www.soren-anders.se/artiklar/artiklar/20140917/kanner-du-familjen-andersson. Läst 3 april 2015.
3. ↑  ”Sunes signum: känsligheten”. Sydsvenskan. 10 november 2009. Arkiverad från originalet den 24 september 2015. https://web.archive.org/web/20150924132051/http://www.sydsvenskan.se/kultur--nojen/kultur-for-unga/sunes-signum-kansligheten/. Läst 3 april 2015.
4. ↑  ”Anders Jacobsson”. Sveriges Radio. Arkiverad från originalet den 13 april 2015. https://web.archive.org/web/20150413050007/http://www.semic.se/upphovsman/Forfattaren/?personId=11573. Läst 3 april 2015.
5. ↑  ”Anders Jacobsson”. Bonnier Carlsson. 20 oktober 2020. https://www.bonniercarlsen.se/forfattare/11573/anders-jacobsson/. Läst 20 oktober 2020.
6. ↑  Jacobsson, Olsson, Anders, Sören. ”Sunes familj”. Sune och Svarta Mannen. Sune. Stockholm. sid. 10. Läst 3 april 2015.  ”Sune ser inte så mycket på TV. I stället sitter han på sitt rum och tänker.”
7. ↑  ”Karl Sune Rudolf Andersson firar 25 år som bokfigur”. Mynewsdesk. 21 september 2009. Arkiverad från originalet den 11 april 2015. https://web.archive.org/web/20150411051257/http://www.mynewsdesk.com/se/pressreleases/karl-sune-rudolf-andersson-firar-25-aar-som-bokfigur-321055. Läst 4 april 2015.
8. ↑  ”Familjen Anderssons sjuka jul”. Sveriges Radio. 16 juni 1998. http://sverigesradio.se/barn/julkalendrar/kalender_text/1998_text.html. Läst 3 april 2015.
9. ↑  Johannes Nylander (10 december 2013). ”Sören Olsson om Sunes jul”. Sveriges Television. Arkiverad från originalet den 4 mars 2016. https://web.archive.org/web/20160304072406/http://blogg.svt.se/oppet-arkiv/soren-olsson-om-sunes-jul/. Läst 12 april 2015.
10. ↑  Matilda Shayn (23 december 2012). ”Sune är ett evighetsprojekt” (på svenska). Nerikes Allehanda. https://www.na.se/artikel/sune-ar-ett-evighetsprojekt. Läst 2 december 2020.
11. ↑  Sofia Hansson, Jessica Olsson. ”Mjukismannen”. Uppsal universitet. sid. 33. https://www.diva-portal.org/smash/get/diva2:1112633/FULLTEXT01.pdf. Läst 20 september 2020.
12. ↑  ”Sune börjar tvåan”. Digitala vetenskapliga arkivet. http://www.diva-portal.org/smash/get/diva2:388022/FULLTEXT01.pdf. Läst 12 april 2015.
13. 1 2  ”Sune - 20 år i gubbarnas paradis”. Dagens nyheter. 22 november 2004. http://www.dn.se/kultur-noje/sune-20-ar-i-gubbarnas-paradis/. Läst 3 april 2015.
14. ↑  Jan Andersson (24 december 2012). ”Sune är en antihjälte”. Göteborgsposten. Arkiverad från originalet den 11 april 2015. https://web.archive.org/web/20150411053013/http://www.gp.se/kulturnoje/1.1171779--sune-ar-en-antihjalte-. Läst 3 april 2015.
15. ↑  ”Familjen Anderssons sjuka jul”. Svensk mediedatabas. 16 juni 1998. https://smdb.kb.se/catalog/id/001950522. Läst 3 april 2015.
16. ↑  ”Familjen Anderssons sjuka jul”. Svensk mediedatabas. 16 juni 1998. https://smdb.kb.se/catalog/id/001950545. Läst 3 april 2015.